# Sivapalan Kathiravale
Sivapalan Kathiravale est un ancien arbitre malaisien de football des années 1970.

## Carrière
Il a officié dans une compétition majeure : 
- Coupe d'Asie des nations de football 1972 (2 matchs dont la finale)